# Kraljevina Francuska
Kraljevina Francuska (fr. Royaume de France), bila je apsolutistička monarhija u srednjem i novom vijeku. Nastala je 987. na području Zapadne Franačke, a prvi kralj je bio Hugo Capet. 
Kraljevina Francuska je potrajala do 1791., kad je postala ustavna monarhija, a iduće godine i republika. Od 1815. do 1848. Francuska je također bila monarhija, ali pod pojmom "Kraljevina Francuska" se smatra apsolutistička monarhija od 987. do 1791.

## Povijest

### Pozadina
481. godine Klodvig I. ujedinjuje neka franačka plemena i osniva Franačku državu na teritoriju današnje Francuske. Najveći vladar te države je bio Karlo Veliki, koji je umro 814. godine a njegovi nasljednici nisu uspjeli učinkovito vladati državom. Cijelom kaosu su se pridružili i napadi Vikinga. 843. godine je sklopljen Verdunski ugovor te je Franačka podijeljena na tri dijela, a jedan od tih dijelova je bila i Zapadna Franačka. Stanovnici Zapadne Franačke su se i dalje nazivali Francima, iako se većina njih uskoro pomiješala s domaćim stanovništvom. Nastao je novi narod: Francuzi. 
987. godine je prestala vlast kraljeva Zapadne Franačke, te je ubrzo nastala Kraljevina Francuska. Za prvog kralja je 987. izabran Hugo Capet. Monarhija je trajala preko 900 godina.

### Razvijeni srednji vijek(1000. – 1250.)
Huga su ubrzo naslijedili njegovi potomci iz dinastije Capet, ali nisu uspjeli baš učinkovito vladati zemljom. Visoki plemići su zauzimali mnoge teritorije, a kralj u to doba nije imao apsolutnu vlast. 
Nezgodna situacija se stvorila u 11. stoljeću kad je tadašnji vojvoda od Normandije Vilim I. osvojio Englesku (on je bio i zadnji kojemu je to uspjelo), te je postao engleski kralj. On je još uvijek obnašao i titulu vojvode od Normandije, te je imao posjed u Francuskoj. Francuskom kralju se nije svidjelo što on izgleda kao da je ravan kralju, a također i što Engleska (država protiv koje su često ratovali kasnije) ima posjed u njihovoj zemlji.
Henrik II., tadašnji kralj Engleske, je naslijedio vojvodstvo Normandiju i grofoviju Anjou, te se oženio za Eleonoru Akvitansku koja je imala brojne posjede na jugu Francuske. Postao je najmoćniji feudalac u Francuskoj, što ga je dovelo u sukob s francuskim kraljem. Nakon što su tri Eleonorina sina povela pobunu protiv njega, ona ga je čak i podržala, zbog čega ju je Henrik bacio u zatvor. Zatim je učinio vojvodu od Bretanje svojim vazalom i zavladao zapadnom Francuskom većom moći nego što je vladao kralj Luj VII. cijelom državom. Ipak, kasnije je kralj Ivan bez Zemlje u ratovima s Francuskom izgubio većinu posjeda, a nakon Bitke kod Bouvinesa Englezi su vladali samo jugozapadnim vojvodstvom Guyenne, dijelom današnje Akvitanije.

### Kasni srednji vijek (1250. – 1492.)
Smrt Karla IV., francuskog kralja, dovela je nevolje u kraljevstvo. Naime, njegovom smrću izumrla je glavna linija dinastije Capet, a prema zakonu njegova kći nije mogla naslijediti prijestolje. Dva čovjeka su htjela doći na tron: engleski kralj Edvard III., njegov unuk po majci, i njegov nećak Filip. Zbog toga je pokrenut rat poznat kao Stogodišnji rat, koji je trajao od 1337. godine pa sve do 1453. godine. U početku je Engleska pobjeđivala Francusku, kao što je to bio slučaj u Bitci za Poitiers, te je 1360. sklopljen Ugovor u Bretignyju na štetu Francuske. Engleska je tada vladala dobrim dijelom Francuske. Međutim, uskoro je Francuska ipak počela pobjeđivati Englesku. Rat je trajao dugo i bio je iscrpljujuć za obe zemlje.

### Francuska u novom vijeku (1492. – 1791.)
U novom vijeku Francuska je često ratovala. U razdoblju reformacije u Francuskoj je bilo mnogo protestanata, koji su vodili rat protiv katolika. Ti ratovi, koji su uz prekide trajali od 1562. do 1598., zovu se Hugenotski ratovi. Ti ratovi su trideset i šest godina trajali u Francuskoj, i bili su pogubni za stabilnost kraljevstva. Iako su ratovi prestali krajem 16. stoljeća, hugenoti (protestanti) su dobili vjersku slobodu tek 1789. tijekom Francuske revolucije.
U to doba je Francuska istraživala druge kontinente. Pod svoju kontrolu stavili su kanadski grad Quebec, a puno ih je bilo i u Indiji te na Madagaskaru.

#### Tridesetogodišnji rat (1618. – 1648.)
Za povijest Francuske u novom vijeku važan je i Tridesetogodišnji rat, u kojem je Francuska sudjelovala, iako nije imala glavnu ulogu. U to doba Francuskom je vladao kralj Luj XIII. Francuska, premda katolička zemlja, u ratu je podržavala protestante s ciljem smanjivanja moći Svetog Rimskog Carstva i dinastije Habsburg. Na njezinoj strani su bili i Danska, Švedska, Engleska, Nizozemska i Rusija, a u Katoličkoj ligi su bili Španjolska, Papinska država i Poljska. Kraj rata je završio pozitivno za Francusku, a na štetu Svetog Rimskog Carstva.

#### VladavinaLuja XIV.(1643. – 1715.)
Za francusku povijest jedan od najvažnijih vladara je kralj Luj XIV., poznat i kao "Kralj Sunce", "Veliki" i "Bogomdani". Iako francuska javnost nije očekivala nagle promjene kada je 1643. Luj došao na vlast, to se ipak dogodilo. Prva odluka koju je Luj donio jest ta da će on sam vladati državom, za razliku od njegovog oca, za čije je vladavine plemstvo imalo glavnu ulogu. Također, u početnoj fazi svoje vladavine Luj se pokazao i kao veliki ratnik. 1647. godine je porazio Španjolsku, a nakon toga je pobijedio u nešto duljem ratu protiv Nizozemske.
Francuska je u to doba postala najjača europska sila i uzor ostalim monarhijama. Ipak, uskoro u Europi nastaje zabrinutost, te nastaje i Velika alijansa protiv njegovih osvajanja. Umro je 1715. omražen od strane naroda. Ipak, ovaj kralj je važan zbog još tri stvari: za njegove vladavine pojavio se novi oblik vlasti zvan apsolutizam, koji je postojao i prije ali se zvao drukčije. Luj je bio poznat i po progonu hugenota, koji su naselili prazne francuske kolonije, a i po tome što je izgradio najveći dvorac tog doba – Versailles.

#### Kralj Luj XV. (1715. – 1774.)
18. stoljeće je za Kraljevinu Francusku dovelo samo probleme. Nakon smrti Luja XIV., apsolutista kojeg narod nije volio, na prijestolje je došao Luj XV., koji je vladao od 1715. do 1774. No i njegova vladavina je obilježena nezadovoljstvom naroda. Kralj Luj XV. je u povijesti uglavnom poznat po svojim mnogobrojnim ljubavnicama, ali i po tome što je izgubio Kanadu koja je došla pod englesku vlast. Mnogi su vjerovali da Luj XV. ima moć da pojača monarhiju, ali on ju je oslabio. Ignorirao je kritike od strane filozofa kao što je Voltaire. Kao i njegov djed, i on je umro u dvorcu Versailles omražen od naroda.

#### Francuska revolucija i pad apsolutizma (1789. – 1791.)
Kralja Luja XV. naslijedio je unuk Luj XVI., posljednji kralj Kraljevine Francuske, posljednji apsolutistički monarh Francuske (osim cara Napoleona) i posljednji ustavni monarh Francuske do 1815. On je oženio austrijsku nadvojvotkinju Mariju Antoanetu, koju francuski narod nije volio. Pridruživanje ratu u Americi je bio velik udarac državnoj blagajni, kao i činjenica da je Marija Antoaneta obožavala kockati. Sve to je bilo povod za revoluciju i pobune.
14. srpnja 1789. srušena je utvrda Bastilla, zatvor koji je bio simbol apsolutizma i tiranije (iako je u to doba bio gotovo prazan). Ubrzo je plemstvo i svećensto izgubilo sve povlastice, a donesena je i Deklaracija o pravima čovjeka i građana, jedan od najnaprednijih dokumenata ljudske povijesti. Ustavotvorna skupština je ubrzo dovela Ustav, prema kojem kralj nije mogao donositi odluke bez dozvole ministara.
Kralj je pokušao pobjeći, ali je uhvaćen i 14. rujna 1791. je morao priznati ustav. Tu je bio kraj apsolutističke Kraljevine Francuske. Nastala je ustavna monarhija, a uskoro je proglašena i republika a kralj je uhvaćen i pogubljen.

## Utjecaj
Kraljevina Francuska je imala jako veliki utjecaj na ondašnji život Europe, te je bila najveća velesila tog kontinenta nakon Engleske. Za vladavine kralja Luja XIV. Francuska je postala dominantna država i uzor ostalim monarhijama.